# Cathédrale de l'Assomption-et-Saint-André de Frombork
La basilique-cathédrale de l'Assomption-et-Saint-André (en polonais : Bazylika archikatedralna Wniebowzięcia Najświętszej Maryi Panny i św. Andrzeja) est un édifice religieux catholique situé à Frombork, en Pologne. Construite de 1329 à 1388, elle est classée monument historique national, depuis le 16 septembre 1994 par l'Institut national du patrimoine (pl) de Pologne. Elle est la cathédrale de l'archidiocèse de Warmie.

## Nicolas Copernic
En 1497, Nicolas Copernic est élu chanoine au chapitre de la cathédrale de Frombork. Des ossements découverts en 2005 ont formellement été identifiés en 2008 par des chercheurs de l'Institut médico-légal de Cracovie et de l'université d'Uppsala,, comme étant ceux du célèbre astronome.
Le 22 mai 2010, au lendemain du 467e anniversaire de sa mort, le cercueil de Copernic a été à nouveau enfoui sous le sol de la cathédrale, au pied d'une stèle en granit noir.

## Galerie

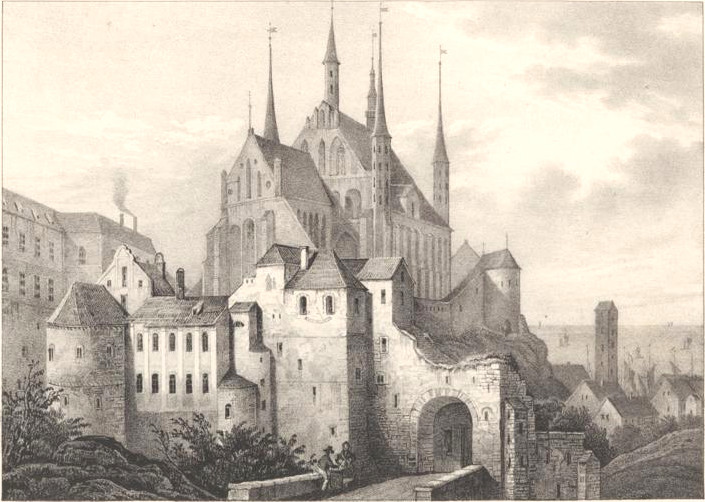
Lithographie de Heinrich Wilhelm Teichgräber (1839).
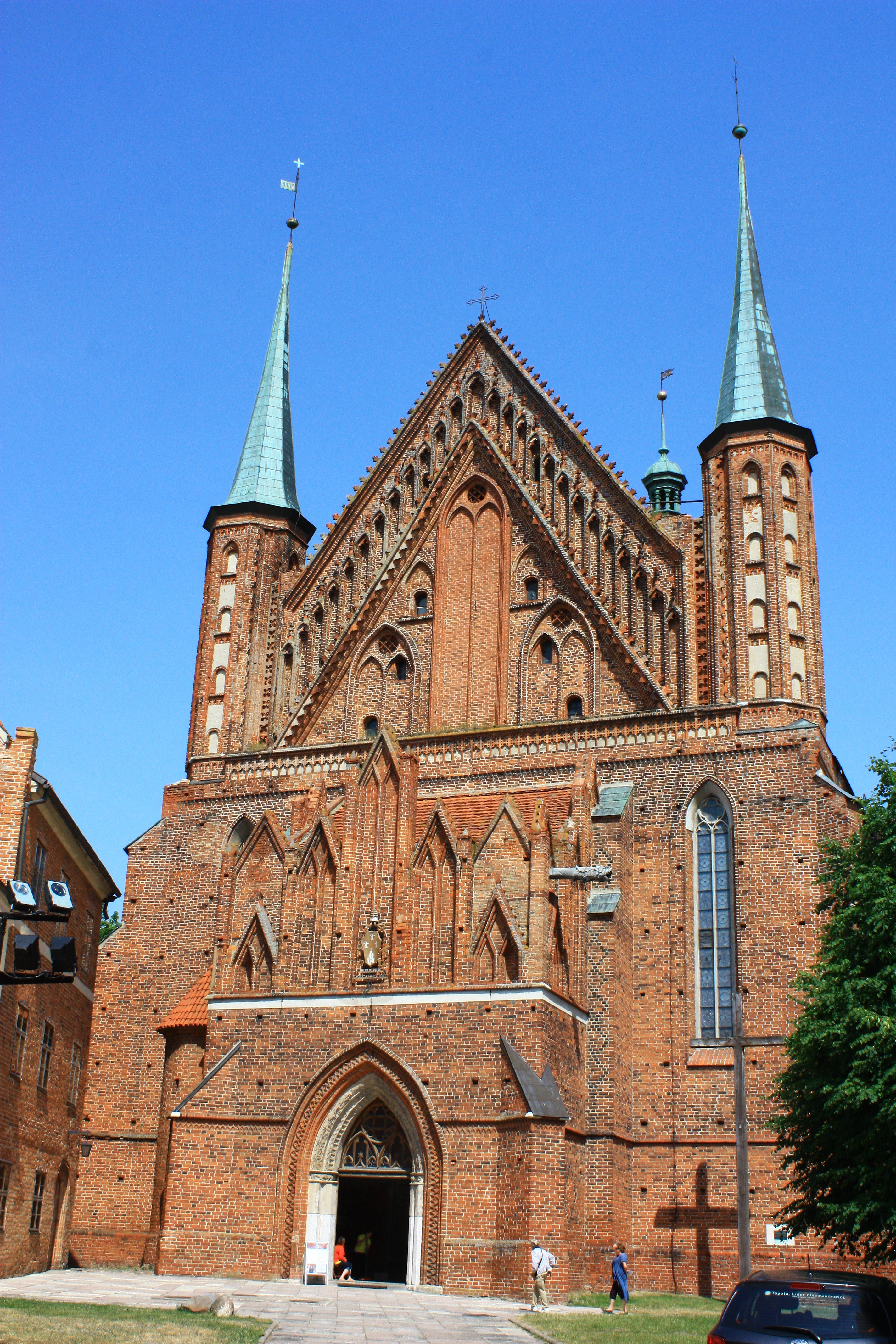
Façade et portail.
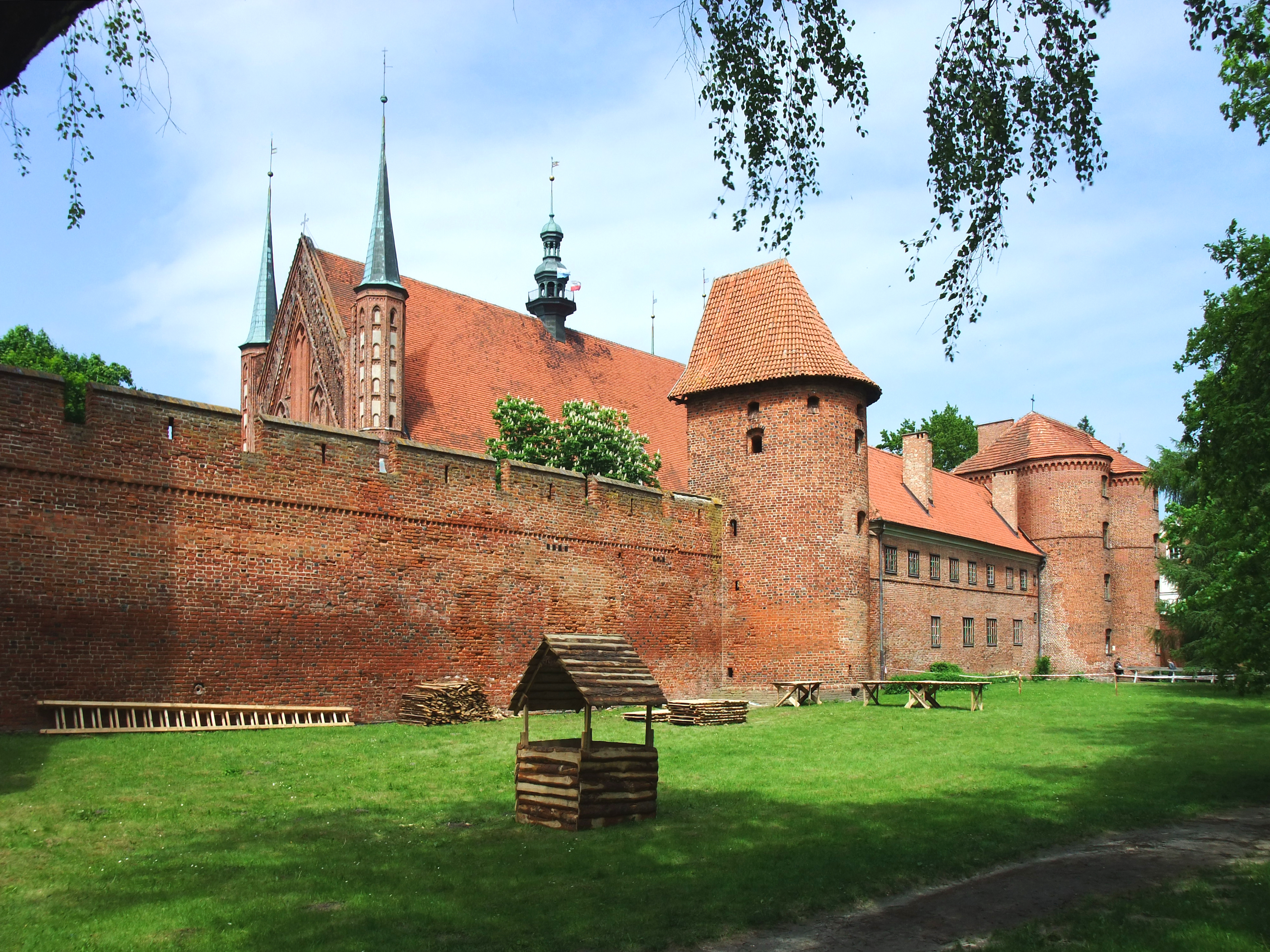
Remparts de Frombork.
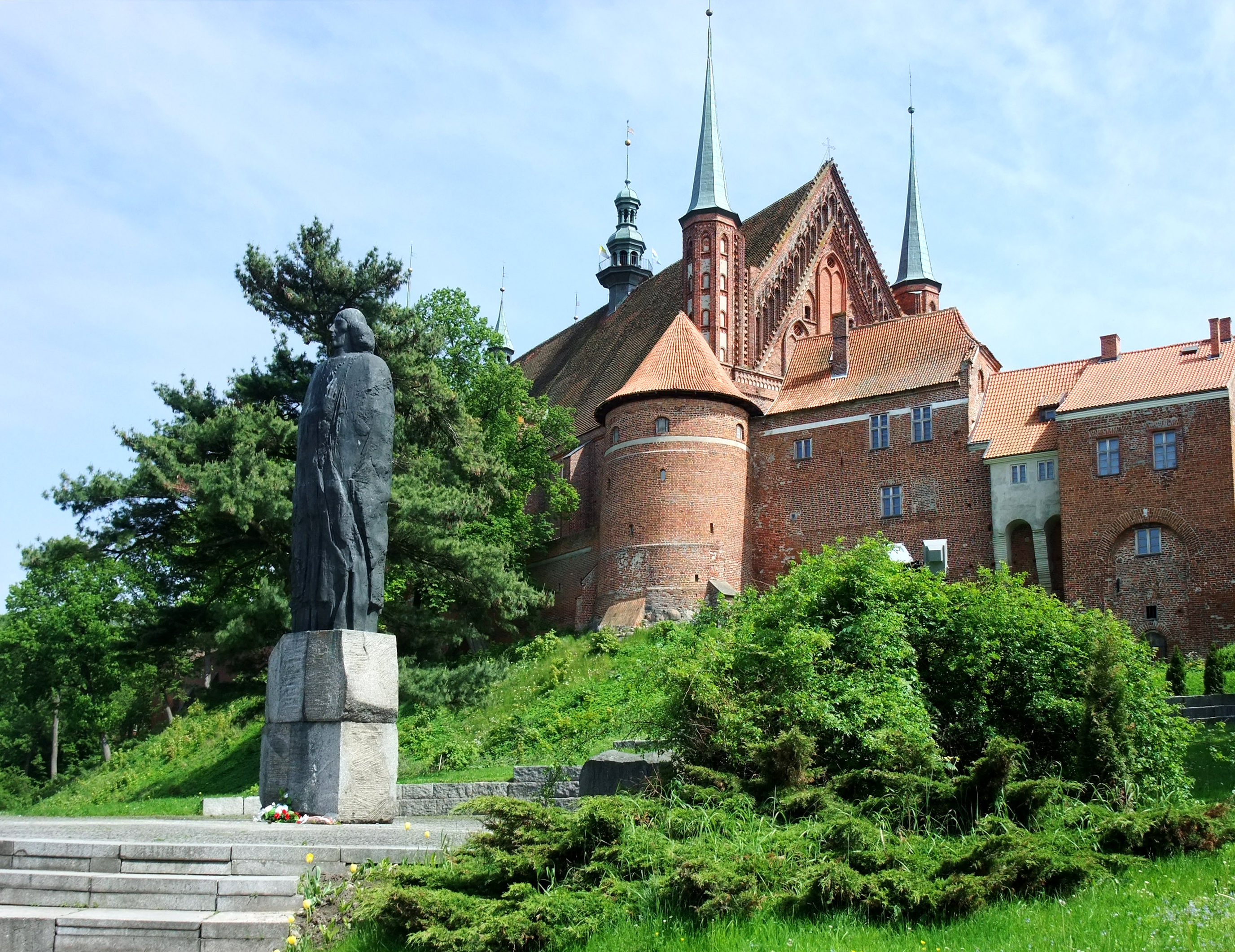
Statue de Nicolas Copernic au pied de la fortification de Frombork.
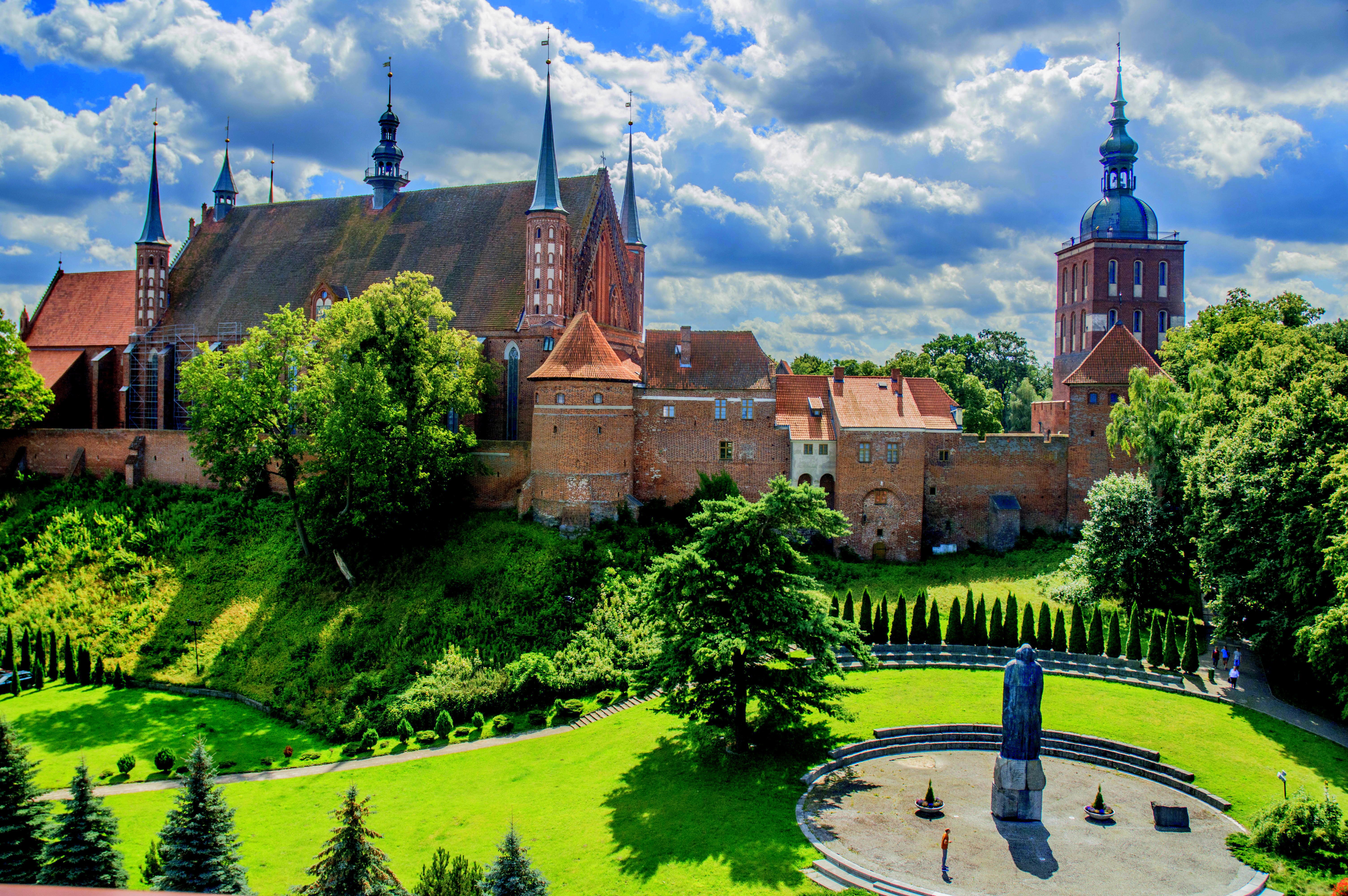
La colline de Frombork.
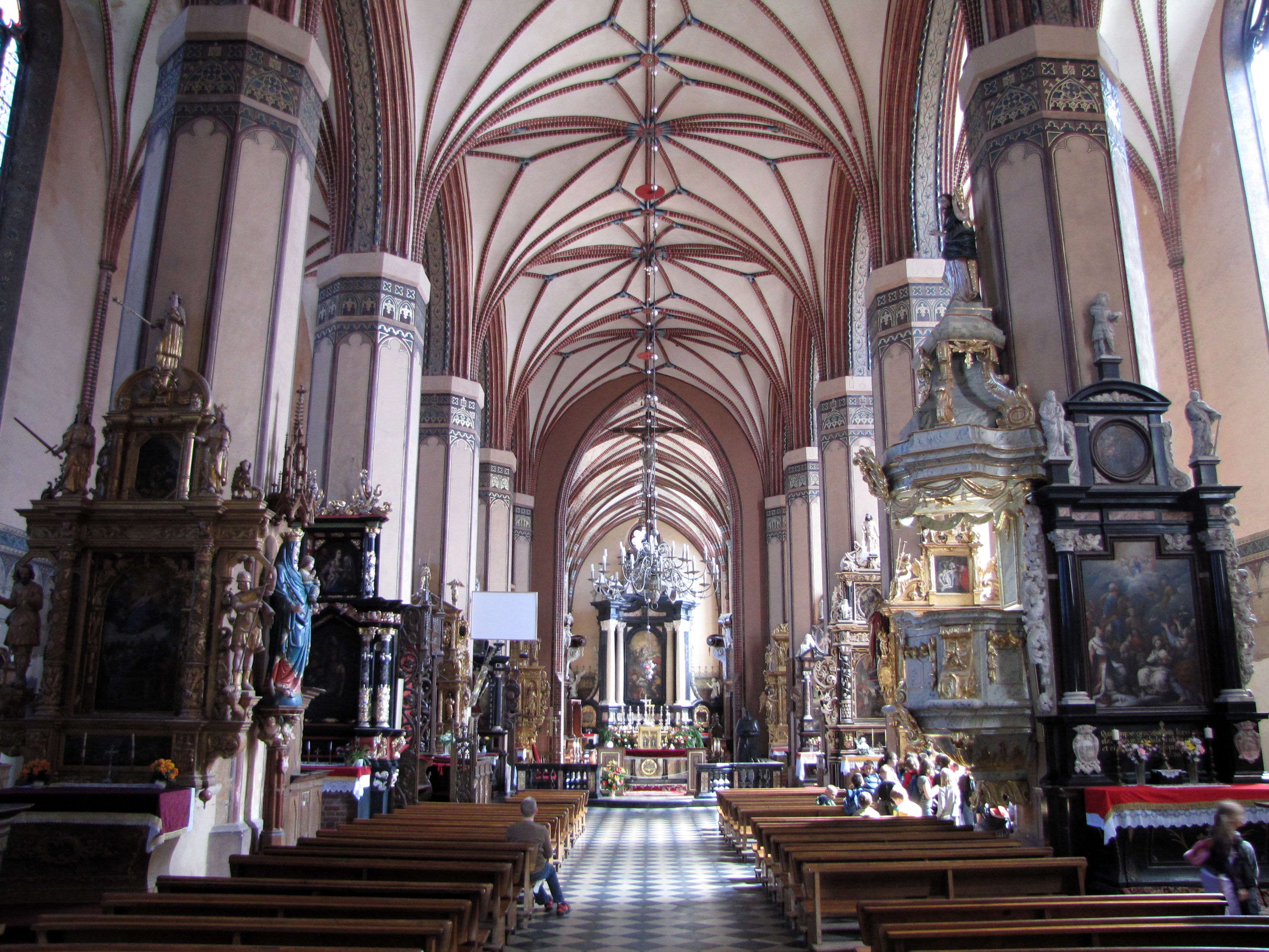
Intérieur.
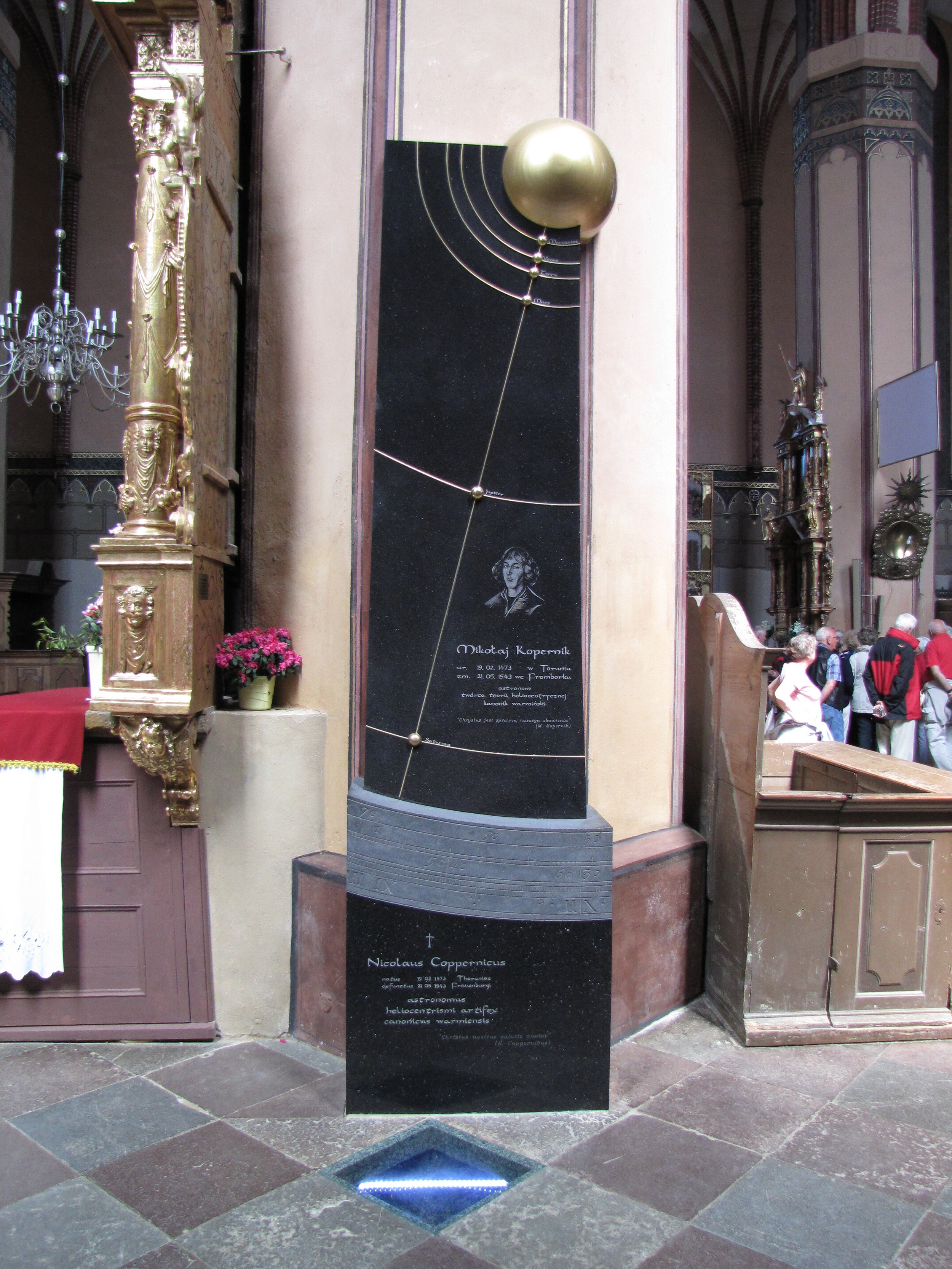
Tombe de Nicolas Copernic.
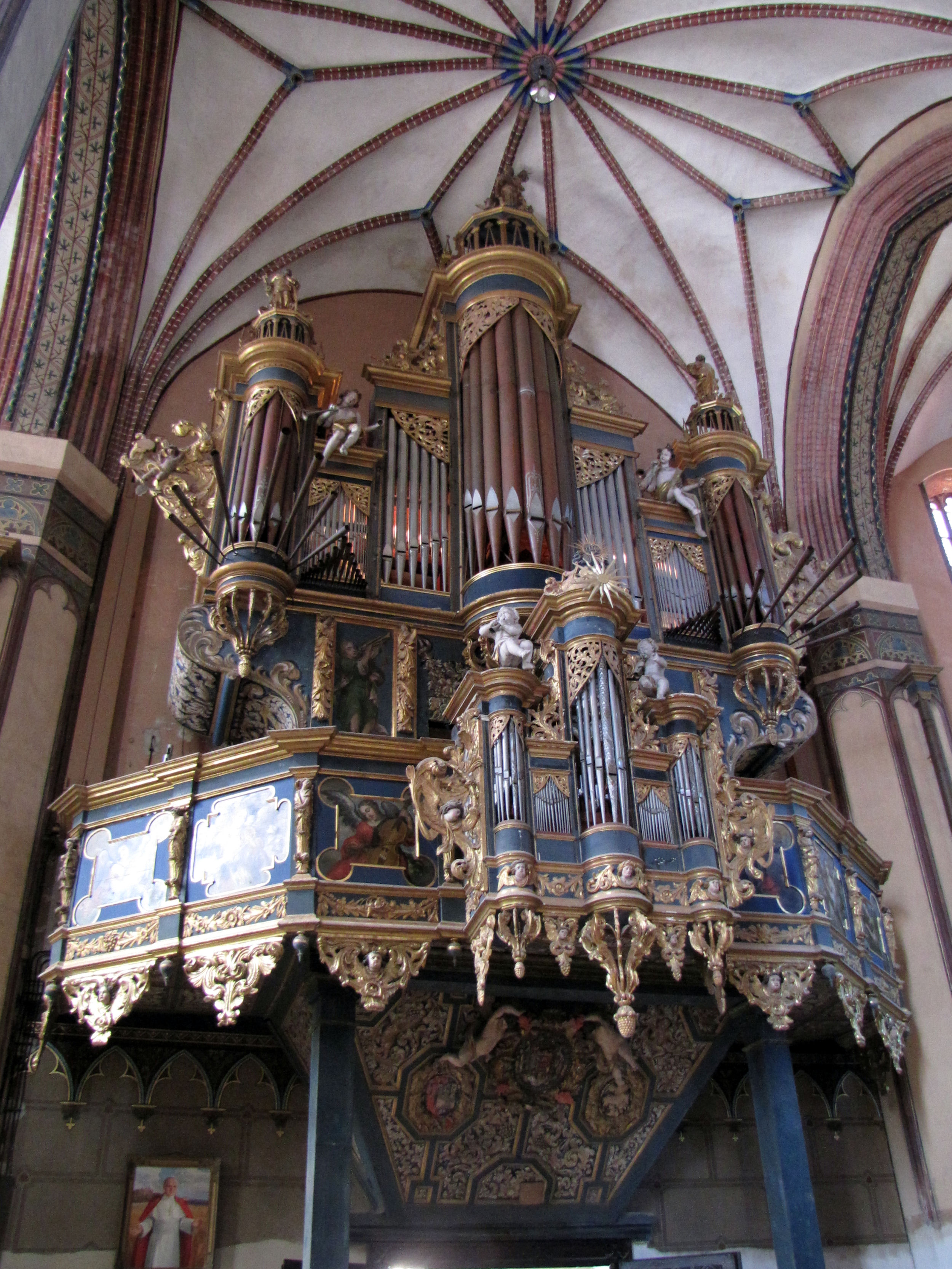
Orgue.
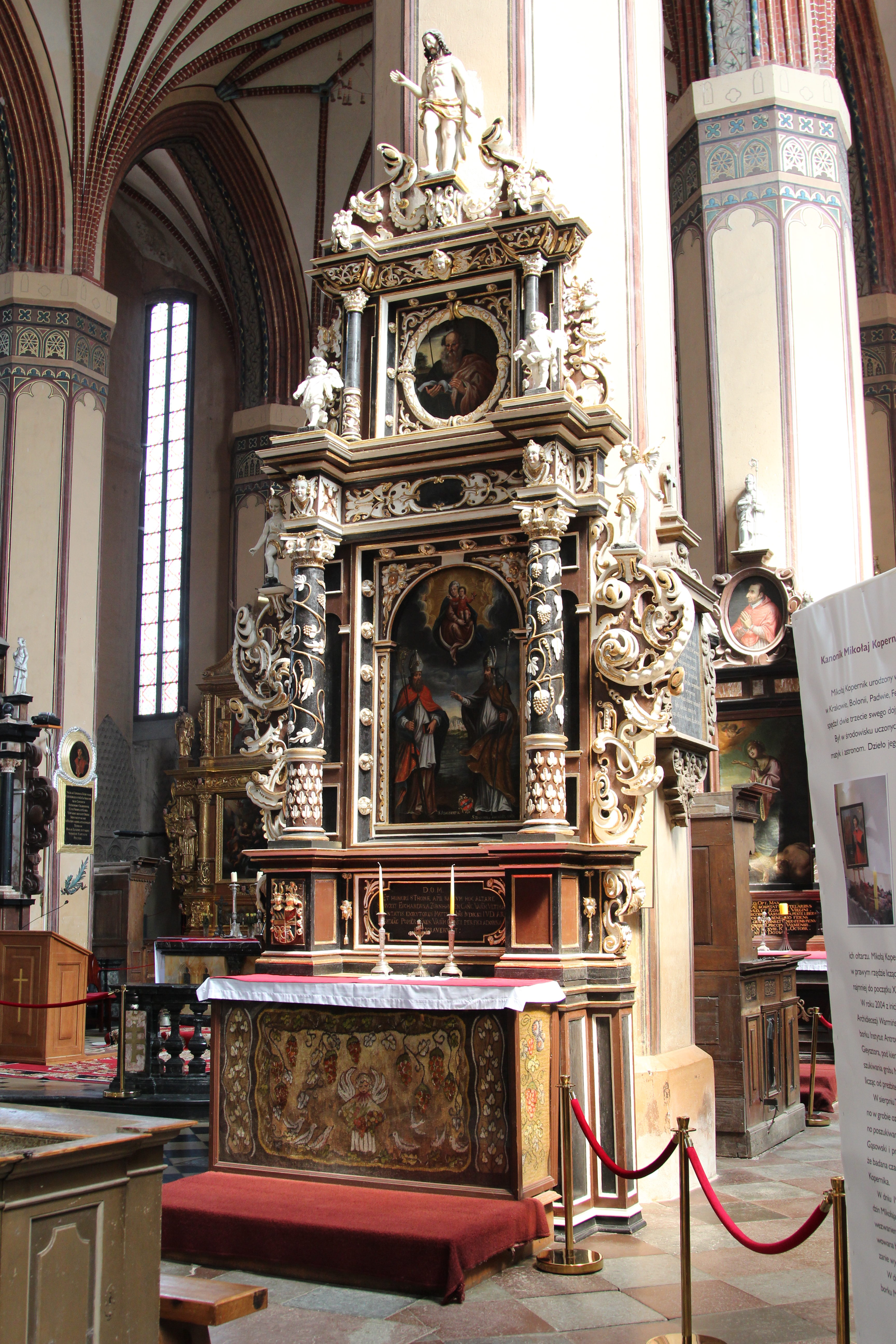
Autel latéral.
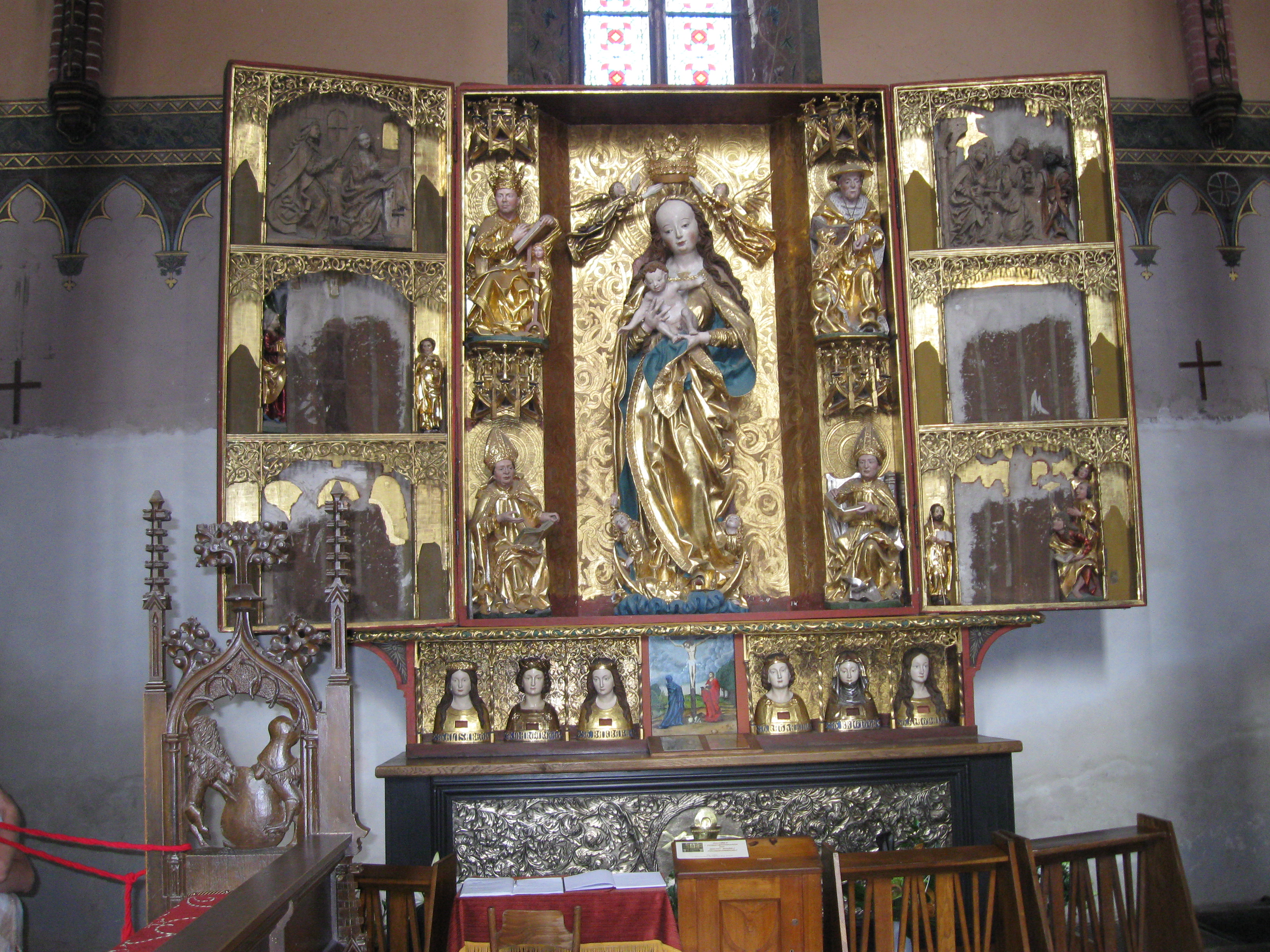
Autel latéral.